# 皮德吉爾涅 (普斯托梅特區)
49°49′3″N 24°12′9″E / 49.81750°N 24.20250°E
皮德吉爾涅（烏克蘭語：Підгірне），是烏克蘭西部的村莊，隸屬利維夫州的利維夫區。該村面積0.98平方公里，海拔高度268米，2001年人口462，人口密度每平方公里471.43人。